# Olympische Sommerspiele 1964/Teilnehmer (Costa Rica)
| Gelbes Symbol für Goldmedaillen mit stilisierten Olympischen Ringen | Graues Symbol für Silbermedaillen mit stilisierten Olympischen Ringen | Braundes Symbol für Bronzemedaillen mit stilisierten Olympischen Ringen |
| ------------------------------------------------------------------- | --------------------------------------------------------------------- | ----------------------------------------------------------------------- |
| —                                                                   | —                                                                     | —                                                                       |

Costa Rica nahm an den Olympischen Sommerspielen 1964 in der japanischen Hauptstadt Tokio mit zwei Sportlern im Judo teil.

## Teilnehmer nach Sportarten

### Judo
- Rafael Barquero
Mittelgewicht: 25. Platz

- Orlando Madrigal
Mittelgewicht: 17. Platz